# Radar (píseň)
Radar je píseň Britney Spears, která se objevuje na obou albech Blackout a Circus. Mělo se jednat o třetí singl z alba Blackout, ale místo toho byl nakonec vybrán singl Break the Ice. Když se uvažovalo o singlu Radar, Britney už pracovala na albu Circus. V rámci vydání alba Circus byl singl Radar vydán jako čtvrtý v pořadí.
Song byl nahrán den po vyplnění žádosti o rozvod s Kevinem Federlinem, přesto tato skutečnost do písně nezasahuje.

## Hitparáda
| Země           | Umístění |
| -------------- | -------- |
| Austrálie      | 46       |
| Slovensko      | 90       |
| Kanada         | 65       |
| Francie        | 44       |
| USA            | 88       |
| Velká Británie | 46       |